# Галатія Казандзакі
Гала́тія Казандза́кі (грец. Γαλάτεια Καζαντζάκη, до шлюбу Алекс́іу, грец. Αλεξίου; 8 березня 1881 Геракліон, Крит — 17 грудня 1962, Афіни) — грецька письменниця, учасниця антифашистського та Руху опору.
Народилася в родині власника друкарні та книжкового магазиною. Сестра: Еллі Алексіу. У шлюбі з Нікосом Казандзакісом, а через багато років після розлучення з ним пошлюбила літературного критика Маркоса Авгеріса (Георгіоса Пападопулоса).
Дебютувала повістю «Смійся, паяце» («Ρίντι παλιάτσο», 1909), а 1911 року в Афінах було виставлено її п'єсу «За будь-яку жертву» («Με καθε θυσια»). Серед її інших ранніх творів — роман «Жінки» («Γυναίκες», 1933), збірки оповідань «Від одинадцятої до першої години дня» («11 π. μ. — 1 μ. μ.») та «Критичні хвилини» («Κρίσιμες στιγμές»). Усі вони присвячені переважно критиці родинних та соціальних відносин з позицій радикального демократизму, а також проблемі емансипації жінки.
Від середини 1930 років стала брати участь в антифашистському русі; під час Другої світової війни — учасниця Руху опору. Соціалістичні тенденції позначилися на її збірці «Світ, що помирає, та світ прийдешній» («Ο κόσμος που πεθαίνει και ο κόσμος που έρχεται», 1963).
Збірка драм Галатії Казандзакі вийшла 1959 року під назвою «Завіса» («Αυλαία»).